# Jacob Kettler de Curlàndia
Jacob Kettler de Curlàndia (en alemany Jakob Kettler von Kurland i en letó Jekabs fon Ketlers) va néixer a Kuldīga (Letònia) el 28 d'octubre de 1610 i va morir a Jelgava l'1 de gener de 1682. Va ser duc de Curlàndia i Semigàlia de 1642 a 1682. Era fill del duc Guillem Kettler (1574-1640) i de la princesa prussiana Sofia Hohenzollern (1582-1610). Va ser el quart governant d'aquest estat bàltic.
Des que la seva mare va morir jove, el 1612, va ser educat per Maria de Königsberg. El jove príncep es va matricular als tretze anys a la Universitat de Leipzig, on va adquirir ben aviat una gran reputació d'home culte i molt intel·ligent. Després de llargues estades entre els anys 1634 i 1637 a Amsterdam, París, Varsòvia i, probablement, Anglaterra va tornar al seu país per començar a fer-se càrrec dels afers polítics del ducat.
El seu pare, que mantenia males relacions amb la noblesa alemanya del Bàltic va ser deposat el 1616, i el seu germà Frederic Kettler, duc de Zemgale, va reunificar el ducat. En morir aquest sense fills, el 1642, es va convertir en duc de Curlàndia-Zemgale, tot i que ja n'havia exercit la regència des del 1638. Des d'aquest any, intenta colonitzar l'illa de Tobago però no ho aconsegueix fins al 1642. Aquesta colònia fou abandonada el 1650 després d'una massacre de colons en mans dels amerindis.
El 1651, una flota curlandesa estableix tres quarters, un a l'illa gambiana de James, i a una altra prop de la capital Banjul i a la població de Juffureh. El 1654, Jacob envià una flota per a reconquerir l'illa de Tobago cosa que li va permetre exportar productes tropicals, com cacau, rom o sucre, a Polònia, Suècia, i a la vegada portar a les colònies altres productes com fusta, farina o carn. Però poc temps després aquestes colònies van ser ocupades per tropes dels Països Baixos.
Jacob es va caracteritzar per una política econòmica molt intel·ligent i eficaç. Ell va portar al seu petit país, situat en territori de Letònia, a un període de prosperitat econòmica, de manera que encara és venerat en aquesta regió. Entre els canvis econòmics que va introduir com a duc de Curlandia, cal remarcar el desenvolupament de la forja, la construcció de fàbriques de vidre, fàbriques de salnitre i sabó, papereres i fàbriques tèxtils. També va establir els primers serveis socials del país, especialment en l'ambit sanitari.

## Matrimoni i fills
El 9 d'octubre de 1645 es va casar a Königsberg amb Lluïsa Carlota de Brandenburg (1617-1676), filla de Jordi Guillem de Brandenburg (1595-1640) i d'Elisabet Carlota de Wittelsbach (1597-1660). El matrimoni va tenir nou fills, dos dels quals moriren prematurament: 
- Lluïsa Elisabet (1646-1690), casada amb Frederic II de Hessen-Homburg (1633-1708).
- Frederic Ladislau (1647-1648).
- Cristina Sofia (1649-1651).
- Frederic Casimir (1650-1698), casat primer amb Sofia Amàlia de Nassau-Siegen (1650-1688) i després amb Elisabet Sofia de Brandenburg (1674-1748).
- Carlota (1651-1728).
- Amàlia Kettler de Curlàndia (1653-1711), casada primer amb Guillem VII de Hessen-Kassel i després amb el seu germà Carles I de Hessen-Kassel (1654-1730).
- Carles (1654-1676).
- Ferran (1655-1737).
- Alexandre Kettler (1658-1686).